# Örebro (commune)
Pour la ville, voir Örebro.

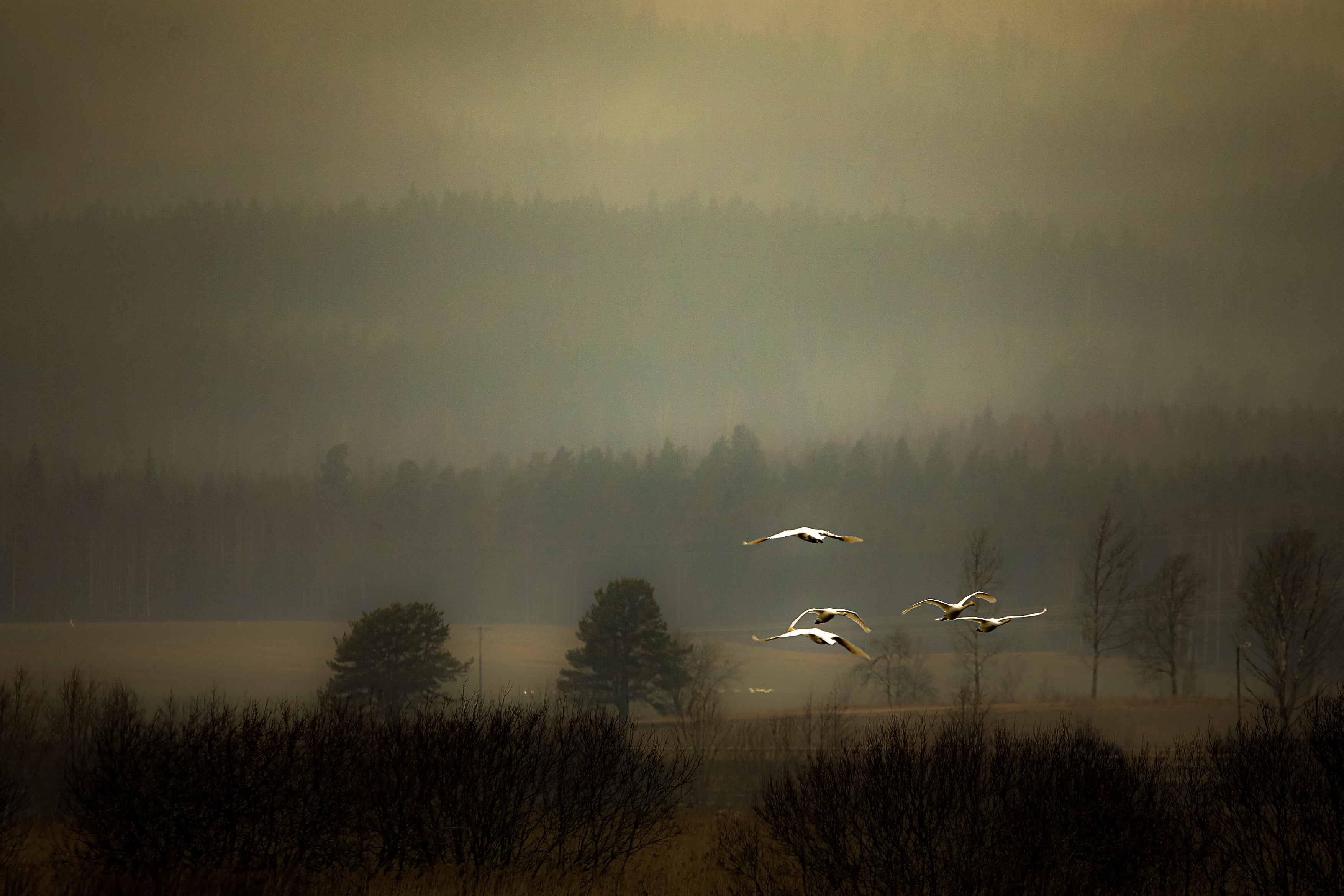
Cygnes dans le Tysslingen (naturreservat) à Örebro.

La commune d'Örebro est une commune suédoise du comté d'Örebro. 159 187 personnes y vivent en 2024. Son chef-lieu se trouve à Örebro.

## Localités
- Glanshammar
- Hampetorp
- Hovsta
- Kilsmo
- Latorpsbruk
- Mosås
- Norra Bro
- Odensbacken
- Ölmbrotorp
- Örebro
- Stora Mellösa
- Vintrosa